# Leucemia eosinofila acuta
La leucemia eosinofila acuta è una rara forma di leucemia ove vi è una proliferazione incontrollata di eosinofili, spesso legata alla leucemia linfoblastica acuta. La prognosi per la LLA è sempre infausta, mentre per la leucemia eosinofila è buona.